# Андрієвка (Пачелмський район)
Андрі́євка (рос. Андреевка) — присілок у складі Пачелмського району Пензенської області, Росія.
Населення — 2 особи (2010; 3 у 2002).
Національний склад станом на 2002 рік:
- росіяни — 100 %